# Marino Gómez-Santos

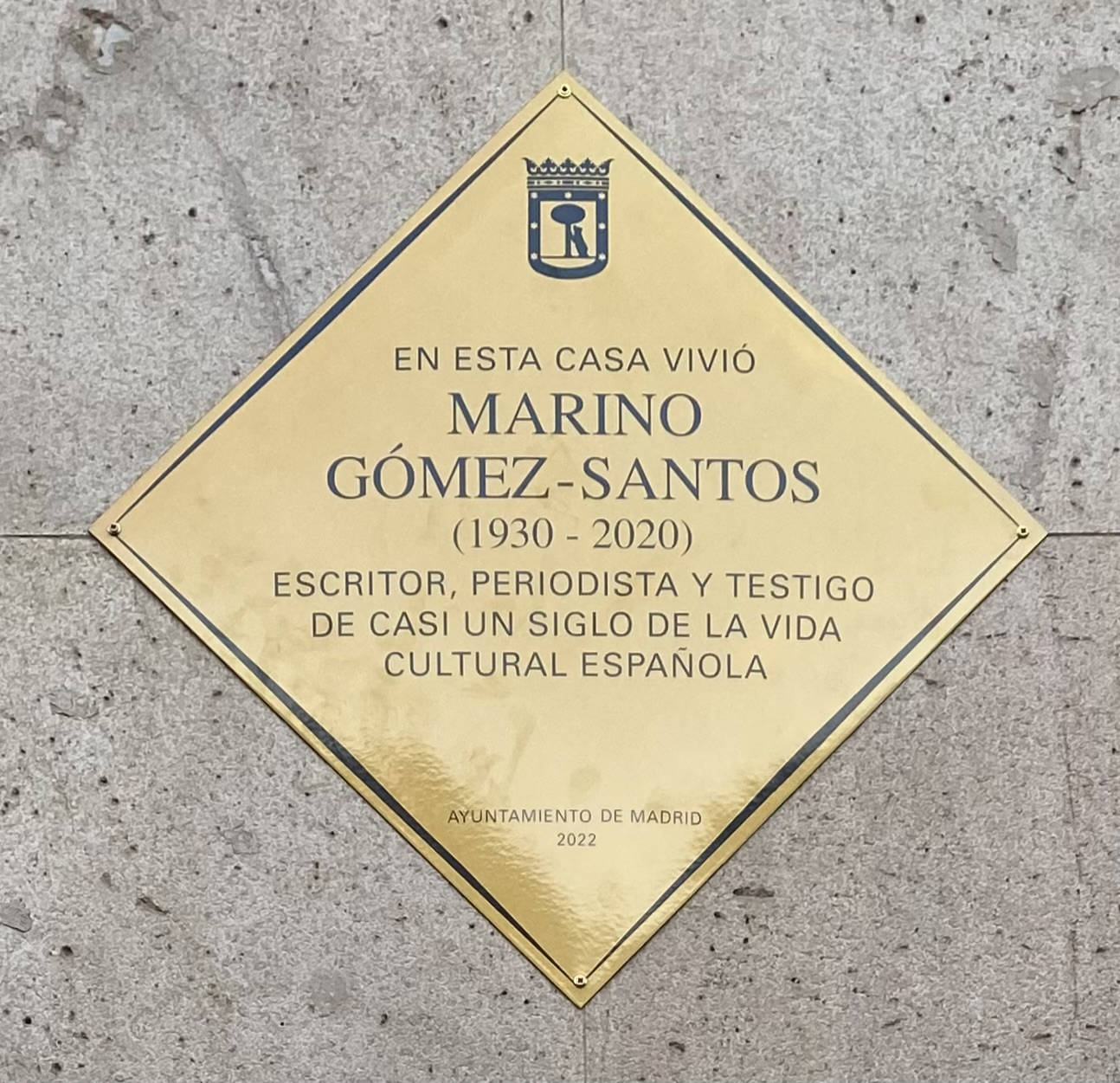
Placa de Memoria Histórica Ayuntamiento de Madrid 2022

Marino Gómez-Santos (Oviedo, 28 de octubre de 1930 - Madrid, 9 de diciembre de 2020) fue un biógrafo y periodista español, autor de numerosas monografías sobre destacados personajes de la historia y la cultura de su país en el siglo XX.

## Biografía
Simultaneó el periodismo con la literatura, convirtiéndose en el biógrafo de varias personalidades descollantes de la España del siglo XX. En una sección de gran popularidad del diario vespertino Pueblo practicó la entrevista biográfico-literaria. Cabe destacar igualmente su labor de periodista, muy intensa en los diarios Pueblo, ABC, Madrid, Ya; y en las revistas Blanco y Negro, Índice, Gaceta Ilustrada, Mundo Hispánico, La Actualidad Española y Tribuna Médica.
En 1952 publicó Leopoldo Alas, Clarín. Ensayo bio-bibliográfico, con prólogo de Gregorio Marañón, un hito importante en la bibliografía sobre el novelista. En su labor como periodista, recibió el magisterio de César González-Ruano, quien, en el prólogo a Crónica del Café Gijón (1955), lo llamó "joven alfil de nuestras Letras". En este libro, Gómez-Santos esculpió un verdadero retablo de poetas, novelistas, autores teatrales y, en suma, de la parroquia del último café literario de España, poniendo de manifiesto una gran capacidad para el retrato de trazos rápidos, esmaltados de ironía astur, que Pérez de Ayala consideraba de origen británico.[cita requerida] El libro cuenta también con un epílogo de Ramón Gómez de la Serna, que fuera Cronista Mayor del histórico Café de Pombo.
Entre sus biografiados se cuentan destacadas personalidades de la historia y la cultura españolas, como Pío Baroja, Gregorio Marañón, Severo Ochoa (al que dedicó varios libros), Juan José López Ibor y miembros de la Casa Real Española. En Españoles sin fronteras (2000), basado en el archivo epistolar del doctor Marañón y en testimonios de gran interés recogidos directamente, Marino Gómez-Santos rescató para el lector los años de exilio de siete intelectuales de primera magnitud: Marañón, Ortega y Gasset, Azorín, Baroja, Menéndez Pidal, Pérez de Ayala y Sánchez Albornoz, a quienes tuvo la fortuna de conocer de cerca.
Como escritor ha trabajado con rigor en obras que resultan modélicas por su copiosa documentación y limpia y amena escritura, como su monumental Vida de Gregorio Marañón (1971, Premio Nacional de Literatura), un recorrido por la fecunda labor médica y literaria de un gran humanista; La Reina Victoria Eugenia, de cerca (1964), una aproximación a la vida de una reina que, desde 1931, había sido una gran desconocida para el pueblo español; Severo Ochoa. La emoción de descubrir, fruto de muchos años de gran amistad con el Premio Nobel, sobre cuya vida y obra ha publicado ocho libros, el primero de ellos con una carta-prólogo del eminente bioquímico que, por disposición testamentaria, designó a Marino Gómez-Santos su albacea y secretario general de la Fundación Carmen y Severo Ochoa; Francisco Grande Covián, también bioquímico, como Ochoa, y discípulo del fisiólogo Juan Negrín, que tras la guerra civil desarrolló su labor más reconocida en los EE. UU.; o El hilo rojo en el pensamiento de López Ibor (2007), catedrático de la Universidad de Madrid y creador de una de las escuelas más relevantes de la psiquiatría internacional.
En 2004 gana el Premio Internacional Afundación de Periodismo Julio Camba por el artículo "La soledad de Julio Camba" 
Todos ellos y otros muchos protagonistas de la vida cultural y política de la España del siglo XX aparecen reflejados, con tonos vivos y profundos, en su autobiografía La memoria cruel (2002), en la que fija "imágenes de personas, instantes, hechos, anécdotas", que componen una obra coral de gran valor sobre la época que le tocó vivir y sobre la que continúa escribiendo.
Su producción literaria es realmente prolífica, con más de sesenta libros, publicados por las principales editoriales españolas.
Ha impartido conferencias en instituciones y universidades españolas, europeas e hispanoamericanas. En 1987 fue designado por el Rey Juan Carlos I de España para pronunciar la conferencia conmemorativa del centenario de la Reina Victoria que tuvo lugar en el Salón de Columnas del Palacio Real de Madrid. Otras de sus lecturas han sido La cortesía en Azorín, en la Casa-Museo Azorín, el 7 de junio de 1984, con motivo de las II Jornadas Azorinianas; y Tres españoles en París: Marañón, Baroja y Azorín, en el Instituto Cervantes de París, el 21 de junio de 2018.
El 8 de enero de 2014 Marino Gómez-Santos donó a la Universidad Rey Juan Carlos una gran parte de su Fondo Documental personal formado por unos 70 000 documentos gráficos, sonoros y en papel, en los que se recoge una parte relevante y muchas veces íntima de la Historia de España del siglo XX.

## Obras
- Leopoldo Alas, Clarín. Ensayo bio-bibliográfico (Oviedo: RIDEA, 1952)
- Crónica del Café Gijón (Madrid: Biblioteca Nueva, 1955)
- Baroja y su máscara (Barcelona: AHR, 1956)
- Fígaro o la vida deprisa (Madrid: Ediciones El Grifón, 1956)
- Diálogos españoles (Madrid: Ediciones Cid, 1958)
- Mujeres solas (Barcelona: Pareja y Borrás Editores, 1959)
- Mundo aparte (Madrid: Ediciones Aguilar, 1960)
- Quién fue Larra. Fígaro (Barcelona: Ediciones G. P., 1960)
- Gregorio Marañón cuenta su vida (Madrid: Aguilar, 1961)
- La Reina Victoria Eugenia de cerca (Madrid: Afrodisio Aguado, 1964)
- Españoles en órbita (Madrid: Afrodisio Aguado, 1964)
- 5 grandes de la ciencia española (Madrid: Biblioteca Nueva, 1965)
- El Cordobés y su gente (Madrid: Escelicer, 1965)
- El Viti y su carácter (Madrid: Escelicer, 1965)
- 12 hombres de letras (Madrid: Editora Nacional, 1969)
- 11 españoles universales (Madrid: Ediciones Cultura Hispánica, 1969)
- El Metro de Madrid (Madrid: Escelicer, 1969)
- Pensando en Baroja (Madrid: TEyPE, 1969)
- Vida de Gregorio Marañón (Madrid: Editorial Taurus, 1971; act.: Gregorio Marañón. Barcelona: Ediciones Plaza & Janés, 2001)
- La Medicina en la Pintura (Madrid: Servicio Publicaciones Mº Educación y Ciencia, 1978)
- Un Rey para el año 2000. Felipe de Borbón y Grecia, Príncipe de Asturias (Barcelona: Editorial Planeta, 1980)
- Conversaciones con Leopoldo Calvo-Sotelo (Barcelona: Editorial Planeta, 1982)
- Españoles sin fronteras (Barcelona: Editorial Planeta, 1983)
- El tiempo de Sebastián Miranda. Una España insólita (Madrid: Testimonio, 1986)
- Severo Ochoa (Oviedo: Caja de Ahorros de Asturias, 1989)
- Severo Ochoa. La emoción de descubrir (Madrid: Ediciones Pirámide, 1993)
- Mi ruedo ibérico (Madrid: Espasa-Calpe, 1991)
- Francisco Grande Covián (Oviedo: Caja de Ahorros de Asturias, 1991)
- Todo avante. Compañía Trasmediterránea. 1917-1992 (Madrid: Compañía Trasmediterránea, 1991)
- Francisco Grande Covián. El arte y la ciencia de la nutrición (Madrid: Temas de Hoy, 1992)
- La Reina Victoria Eugenia (Madrid: Espasa-Calpe, 1993)
- Correspondencia epistolar de la Princesa Victoria Eugenia de Battenberg al Rey Alfonso XII. 1905-1906 (Madrid: Ministerio de Obras Públicas, Transportes y Medio Ambiente, 1993)
- Severo Ochoa. La emoción de descubrir (Madrid: Ediciones Pirámide, 1994)
- Gregorio Marañón y Toledo (Toledo: Junta de Comunidades de Castilla-La Mancha-Universidad de Castilla-La Mancha, 1996)
- Carta a Severo Ochoa (Madrid: Editores Médicos, 1997)
- Trasmediterránea. Hacia el nuevo milenio (Madrid: Compañía Trasmediterránea, 1997)
- Tributo a Madrid (Madrid: Biblioteca Nueva, 1998)
- Españoles sin fronteras (Madrid: Espasa-Calpe, 2000)
- La memoria cruel (Madrid: Espasa-Calpe, 2002)
- Severo Ochoa. La enamorada soledad (Barcelona: Ediciones Plaza & Janés, 2003)
- Severo Ochoa y España (Madrid: Editorial Trotta-Fundación Alfonso Martínez Escudero, 2005)
- Severo Ochoa. Biografía esencial (Madrid: Laboratorios Lilly, 2005)
- Eduardo Barreiros. De la España de Franco a la Cuba de Fidel (Madrid: Biblioteca Nueva, 2006)
- Baroja, médico rural y otros oficios (Madrid: Semergen, 2006)
- López Ibor. El hilo rojo en su pensamiento (Madrid: Editorial Biblioteca Nueva, 2007)
- Fernando de Castro. Su vida. Su obra (Madrid: Fundación Mutua Madrileña, 2009)
- En busca de mi Oviedo perdido (Madrid: Editorial Biblioteca Nueva, 2009)
- Manuel Díaz Rubio, humanista de la Medicina (Madrid: Fundación Mutua Madrileña, 2011)
- Conversaciones con Santiago Bernabéu (Sevilla: Editorial Renacimiento, 2014)
- Vidas contadas (Sevilla: Editorial Renacimiento, 2015)
- Pasión por la cirugía estética. Conversaciones con Ramón Vila-Rovira (Madrid: 2017)
- Severo Ochoa no era de este mundo (Sevilla: Editorial Renacimiento, 2018)
- La Medicina en la pintura (Sevilla: Editorial Renacimiento, 2019. Edición 75 Aniversario Grupo Cofares)
- César González-Ruano en blanco y negro (Sevilla: Editorial Renacimiento, 2020)
- Antonio Ordóñez, torero.  Edición Jose Miguel González Soriano. Prólogo Carlos Abella (Sevilla: Editorial Renacimiento, 2023)